# Jamesbrittenia argentea
Jamesbrittenia argentea är en flenörtsväxtart som först beskrevs av Carl von Linné d.y., och fick sitt nu gällande namn av O.M. Hilliard. Jamesbrittenia argentea ingår i släktet Jamesbrittenia och familjen flenörtsväxter. Inga underarter finns listade i Catalogue of Life.